# Дидие Дрогба
Дидие́ Ив Дрогба́ Тебили́ (на френски: Didier Yves Drogba Tébily) е бивш котдивоарски футболист, нападател. Дрогба е известен с изявите си за Челси, където играе от 2004 до 2012 г., както и през сезон 2014-15. Най-значимите успехи в кариерата на Дрогба са четирите титли във Висшата лига, както и трофея във Шампионската лига, спечелени с Челси. Дрогба има отбелязани 65 гола в 105 мача като национал и е играл на три Световни първенства за родината си.

## Кариера

### Льовалоа
Дидие незабавно е поставен под опеката на техническия директор на отбора – бившия югославски национал Репчич, и скоро демонстрира таланта си. Младежът от Абиджан се превръща в звездата на юношеския отбор до 17 години, ръководен от Кристиан Порнин – в два сезона (94-95 и 95-96) централния нападател вкарва 30 гола. През следващия сезон е повикан при мъжете, тренирани от Жак Лонкар, като по това време отборът на Льовалоа играе във френската 2-ра лига.
Дрогба изиграва едва 10 минути през този сезон, но и това е достатъчно да отбележи гол – във вратата на Фонтебло. Младият нападател успява да привлече вниманието на отбори като Гингам, Льо Ман, Ланс, и дори ПСЖ.
Идва и първата сериозна контузия – Дидие чупи крак по време на мач срещу СМ Кан. Дори и това обаче не отказва Льо Ман ЮК 72, чиито треньор Марк Вестерлоп, по препоръка на Лонкар, решава да вземе африканеца „като чирак“.

### Льо Ман
Двете години на „чиракуване“ едва ли могат да бъдат запомнени с добро от Дидие, освен с раждането на първото от двете му деца. През този период нападателят чупи костици на стъпалото (два пъти), фибула и глезен. На втората година той се появява само 2 пъти на терена.
Едва през 1999 г. младежът разкрива таланта си – на 21 години Дрогба подписва първия си пълен професионален договор. И сезонът е впечатляващ: 7 гола в шампионата.
През следващия сезон обаче нападателят е пратен да играе на крилото от новия треньор на отбора – Тиери Гуде. Закономерно Дидие не отбелязва нито един гол в 11-те си появявания на терена – неговата сила е в центъра на атаката.
Есента на 2001 г. се оказва малко по-добра за него — 5 гола в 21 мача. Гингам, който по това време е останал без класни нападатели, подновява интереса си към африканеца. През трансферния прозорец на януари 2002 г. Дрогба напуска Льо Ман и се присъединява към първодивизионния тим.

### Гингам
От момента на пристигането му в Гингам, треньорът Ги Лакомб го включва в стартовата единадесеторка. Първия мач на Дидие във френската Първа лига е на стадиона на Мец – жизненоважно гостуване за отбора на Гингам, който се бори да не изпадне. Нападателят веднага привлича вниманието на всички – отбелязва гол и играе огромна роля за първата победа на новия му отбор като гост. За 11-те си мача през този полусезон Дрогба вкарва 3 гола – не толкова впечатляващ завършек след великолепния старт. Гингам обаче успява да се спаси от изпадане и африканецът решава да остане, за да се докаже.
Упоритостта му е възнаградена още на откриването на следващия сезон (2002-2003 г.) – срещу Лион. Нападателят започва мача на резервната скамейка. След като шампиона Лион повежда с 3:1, Лакомб решава да пусне Дрогба в последните 20 минути. След великолепни негови атаки Гингам успява да изравни, като третия гол е дело на самия нападател в заключителните секунди на мача.
Отборът завършва на 7-о място – най-доброто класиране на тима дотогава. Главната заслуга е на Дидие, който е отбелязал 17 гола в 34 мача. Незабавно е привлечено вниманието на големите отбори във Франция, и струващия на Гингам само 150 000 евро африканец е продаден през юли 2003 г. на Олимпик (Марсилия) за 6 млн. евро. Така за 18 месеца Дрогба изминава пътя от резерва във Втора лига до централен нападател на един от най-известните френски отбори.

### Олимпик Марсилия
Новия №11 на марсилци започва да бележи гол след гол. На невероятната му техника е дадена пълна свобода – първо от треньора Ален Перин, после от заменилия го Жозе Аниго. Само за няколко месеца Дидие е новата звезда на тима. Завършва сезона с 19 гола в 35 мача в шампионата. Цяла Франция говори за нападателя, който празнува всеки гол с импровизиран танц. И не само Франция – в Шампионската лига Дрогба доказва своята ефективност по същия безапелационен начин — 5 от 9-те гола на отбора са негови. Въпреки че „Олимпик“ отпада още в груповата фаза на турнира, като 3-ти отбор в групата те получават право да участват в УЕФА Къп. И Дидие продължава „наказателната си акция“ в Европа — добавя нови 6 гола и класира марсилци на финал срещу Валенсия. Два са срещу Ливърпул на осминафинала, един на четвъртфинала срещу Интер, два — на полуфинала срещу Нюкасъл Юнайтед — нищо чудно, че за африканеца започват да наддават най-големите клубове в Европа. Най-настоятелен (и с най-добра оферта) е лондонския Ф.К. Челси — 24 млн. лири за 3-годишен договор. Марсилският отбор трудно може да откаже подобна сума. 26-годишният Дрогба, въпреки че е мечтал да играе в „Олимпик“, осъзнава факта, че новия отбор на Челси, граден с парите на руския милиардер Роман Абрамович, му предлага много повече възможности. „Марсилия бе магическо място“, по-късно ще сподели африканеца – годината прекарана в средиземноморския град го прави световнoизвестен.

### Челси
В Челси Дидие е част от отбор на мегазвезди. Новият нападател на лондончани има две конкретни цели – титлата на Англия и спечелването на Шампионската лига. Първия си гол по терените на Острова африканеца отбелязва в третия си мач – срещу Кристъл Палас. Въпреки неприятна контузия (която го вади от игра за два месеца), Дрогба оправдава сумата за закупуването си — спечелени са титлата на Англия и Карлинг Къп (на финала срещу Ливърпул той отбелязва гол в продълженията). Дидие е втори в класацията гол/играни минути — единствено французина Тиери Анри го изпреварва.
Но Челси отпада на полуфинала на Шампионската лига, което е единственото разочарование за новата звезда.
Сезон 2005/2006 г. също започва впечатляващо – с два гола на нападателя е победен Арсенал, на финала за купа Къмюнити Шийлд. Отбора върви уверено в шампионата на Англия и в турнира за купата, благодарение и на головете на Дрогба.
И докато първата цел, които той си поставя с пристигането си на Острова е постигната, втората все още се изплъзва – лондончани отново отпадат от Шампионската лига, този път от Барселона.
Сезон 2007-2008 г. Дрогба играе финал на Шампионската лига срещу Манчестър Юнайтед, но пропуска последните и най-важни минути, защото играта завършва с дузпи. Причината е, че е ударил футболиста на Манчестър Юнайтед Неманя Видич и получава червен картон, като това е част от причините Челси да загубят финала.
Сезон 2008-2009 г. Дрогба играе полуфинал срещу Барселона. След края на мача е разярен заради съдийството и че не са били отсъдени няколко дузпи. Той заплашва съдията Том Хенинг Йовребо. Мачът завършва 1:1,но тъй като Барселона спечелиха първия мач на Камп Ноу с 1:0, те продължиха напред с общ резултат 2:1.
През сезон 2009/10 Дрогба е във вихъра си и заедно с Франк Лампард извеждат Челси до дубъл — титлата и ФА Къп. Дидие вкарва забележителните 29 гола и става голмайстор на Премиършип. „Сините“ завършват сезона с над 100 отбелязани гола. Дрогба печели първата за отбора Шампионската лига през сезон 2011/2012, като вкарва изравнителния гол, победната дузпа и става играч на мача във финала.
На 25.07.2014 г. нападателят се връща в Челси, подписвайки договор за 1 година.

### Шанхай Шънхуа
След края на сезон 2011/12 Дрогба подписва с китайския Шанхай Шънхуа. Там е заедно с бившия си съотборник от Челси Никола Анелка. Вкарва 8 гола в 11 срещи.

### Галатасарай
На 27 януари 2013 г. се присъединява към турския Галатасарай, подписвайки за година и половина. С Галатасарай успява да спечели турската Суперлига, Купата на Турция и Суперкупата на Турция.

### Завръщане вЧелси
На 27 юли 2014 се завръща в Челси за един сезон играейки отново под ръководството на Жозе Моуриньо.

### Монреал Импакт
На 27 юли 2015 преминава в канадския отбор Монреал Импакт, който се състезава в Мейджър Лийг Сокър, футболното първенство на САЩ и Канада.

## Национален отбор
Дрогба е голямата звезда и капитан на отбора на Кот д'Ивоар. Нападателят е с голям принос за първото класиране на африканската държава на световни финали (Германия 2006).
През февруари същата година, Дидие извежда тима до финала за Купата на африканските нации — решаващи са неговия гол (единствен в мача) на полуфинала срещу Нигерия, и последната дузпа на четвъртфинала срещу Камерун (камерунците са отстранени с 12:11 след наказателни удари). На финала обаче голмайстора пропуска една от дузпите за отбора си (отново 0:0 в редовното време и продълженията) и Египет побеждава с 4:2.

## Статистика

### Клубна кариера
| Клуб              | Сезон             | Шампионат | Шампионат | Купа   | Купа   | Континентални турнири1 | Континентални турнири1 | Други турнири2 | Други турнири2 | Общо   | Общо   |
| Клуб              | Сезон             | Мачове    | Голове    | Мачове | Голове | Мачове                 | Голове                 | Мачове         | Голове         | Мачове | Голове |
| ----------------- | ----------------- | --------- | --------- | ------ | ------ | ---------------------- | ---------------------- | -------------- | -------------- | ------ | ------ |
| Льо Ман           | 1998-99           | 2         | 0         | –      | –      | –                      | –                      | –              | –              | 2      | 0      |
| Льо Ман           | 1999-00           | 30        | 7         | 2      | 0      | –                      | –                      | –              | –              | 32     | 7      |
| Льо Ман           | 2000-01           | 11        | 0         | 3      | 1      | –                      | –                      | –              | –              | 14     | 1      |
| Льо Ман           | 2001-02           | 21        | 5         | 3      | 2      | –                      | –                      | –              | –              | 24     | 7      |
| Льо Ман           | Общо              | 64        | 12        | 8      | 3      | –                      | –                      | –              | –              | 72     | 15     |
| Гингам            | 2001-02           | 11        | 3         | –      | –      | –                      | –                      | –              | –              | 11     | 3      |
| Гингам            | 2002 – 03         | 34        | 17        | 5      | 4      | –                      | –                      | –              | –              | 39     | 21     |
| Гингам            | Общо              | 45        | 20        | 5      | 4      | –                      | –                      | –              | –              | 50     | 24     |
| Олимпик Марсилия  | 2003 – 04         | 35        | 19        | 4      | 2      | 16                     | 11                     | 0              | 0              | 55     | 32     |
| Олимпик Марсилия  | Общо              | 35        | 19        | 4      | 2      | 16                     | 11                     | 0              | 0              | 55     | 32     |
| Челси             | 2004 – 05         | 26        | 10        | 6      | 1      | 9                      | 5                      | 0              | 0              | 41     | 16     |
| Челси             | 2005 – 06         | 29        | 12        | 4      | 1      | 7                      | 1                      | 1              | 2              | 41     | 16     |
| Челси             | 2006 – 07         | 36        | 20        | 11     | 7      | 12                     | 6                      | 1              | 0              | 60     | 33     |
| Челси             | 2007 – 08         | 19        | 8         | 2      | 1      | 11                     | 6                      | 0              | 0              | 32     | 15     |
| Челси             | 2008 – 09         | 24        | 5         | 8      | 4      | 10                     | 5                      | 0              | 0              | 42     | 14     |
| Челси             | 2009 – 10         | 32        | 29        | 6      | 5      | 5                      | 3                      | 1              | 0              | 44     | 37     |
| Челси             | 2010 – 11         | 36        | 11        | 2      | 0      | 7                      | 2                      | 1              | 0              | 46     | 13     |
| Челси             | 2011 – 12         | 24        | 5         | 3      | 2      | 8                      | 6                      | 0              | 0              | 35     | 13     |
| Челси             | Общо              | 226       | 100       | 42     | 21     | 69                     | 34                     | 4              | 2              | 341    | 157    |
| ФК Шанхай Шенхуа  | 2012              | 11        | 8         | 6      | 3      | -                      | -                      | -              | -              | 17     | 11     |
| ФК Шанхай Шенхуа  | Общо              | 11        | 8         | 6      | 3      | –                      | –                      | –              | –              | 17     | 11     |
| Галатасарай       | 2012 – 13         | 13        | 5         | -      | -      | 4                      | 1                      | -              | -              | 17     | 6      |
| Галатасарай       | 2013 – 14         | 24        | 10        | 3      | 1      | 8                      | 2                      | 1              | 1              | 36     | 14     |
| Галатасарай       | Общо              | 37        | 15        | 3      | 1      | 12                     | 3                      | 1              | 1              | 53     | 20     |
| Челси             | 2014 – 15         | 28        | 4         | 7      | 1      | 5                      | 2                      | 0              | 0              | 40     | 7      |
| Челси             | Общо              | 254       | 104       | 49     | 22     | 74                     | 36                     | 4              | 2              | 381    | 164    |
| Монреал Импакт    | 2015              | 11        | 11        | 0      | 0      | 0                      | 0                      | 3              | 1              | 14     | 12     |
| Монреал Импакт    | 2016              | 22        | 10        | 2      | 1      | 0                      | 0                      | 3              | 0              | 27     | 11     |
| Монреал Импакт    | Общо              | 33        | 21        | 2      | 1      | 0                      | 0                      | 6              | 1              | 41     | 23     |
| Финикс Райсинг    | 2017              | 13        | 8         | 0      | 0      | 0                      | 0                      | 1              | 1              | 14     | 9      |
| Финикс Райсинг    | 2018              | 8         | 4         | 0      | 0      | 0                      | 0                      | 4              | 3              | 12     | 7      |
| Финикс Райсинг    | Общо              | 21        | 12        | 0      | 0      | 0                      | 0                      | 5              | 4              | 26     | 16     |
| Общо за кариерата | Общо за кариерата | 500       | 211       | 77     | 36     | 102                    | 50                     | 16             | 8              | 694    | 305    |

1Континенталните турнири включват Шампионска лига и Купа на УЕФА

2Други турнири включват Къмюнити Шийлд и Суперкупа на Турция

### Национален отбор
| Кот д'Ивоар | Кот д'Ивоар | Кот д'Ивоар |
| Година      | Мачове      | Голове      |
| ----------- | ----------- | ----------- |
| 2002        | 1           | 0           |
| 2003        | 7           | 4           |
| 2004        | 7           | 6           |
| 2005        | 8           | 7           |
| 2006        | 14          | 8           |
| 2007        | 8           | 4           |
| 2008        | 8           | 4           |
| 2009        | 7           | 8           |
| 2010        | 11          | 4           |
| 2011        | 5           | 5           |
| 2012        | 14          | 9           |
| 2013        | 11          | 5           |
| 2014        | 6           | 3           |
| Общо        | 105         | 65          |

### Голов коефициент
| Общо за кариерата | Общо за кариерата | Общо за кариерата | Общо за кариерата |
| Отбор             | Мачове            | Голове            | Голове на мач     |
| ----------------- | ----------------- | ----------------- | ----------------- |
| Клубни отбори     | 694               | 305               | 0,44              |
| Кот д'Ивоар       | 105               | 065               | 0,62              |
| Общо              | 799               | 370               | 0,46              |

## Успехи

### Челси
- Шампионска лига – 1 (2012)
- Английска висша лига – 4 (2005, 2006, 2010, 2015)
- ФА Къп – 4 (2007, 2009, 2010, 2012)
- Купа на лигата – 3 (2005, 2007, 2015)
- Къмюнити Шийлд – 2 (2005, 2009)

### Галатасарай
- Турска Суперлига – 1 (2013)
- Купа на Турция – 1 (2014)
- Суперкупа на Турция – 1 (2013)

### Индивидуални
- Идеален отбор на годината на УЕФА – 1 (2007)
- Идеален отбор на годината на Лига 1 – 1 (2004)
- Идеален отбор на Африканската купа на нациите – 3 (2006, 2008, 2012)
- Идеален отбор на годината на ФИФПро – 1 (2007)
- Идеален отбор на годината на ESM – 1 (2007)
- Футболист на годината на Челси – 1 (2010)
- Футболист на годината на Лига 1 – 1 (2004)
- Футболист на годината на Кот д'Ивоар – 3 (2006, 2007, 2012)
- Футболист на финала на Шампионската лига – 1 (2012)
- Футболист на годината в Турция – 1 (2013)
- Африкански футболист на годината на BBC – 1 (2009)
- Голмайстор на Висшата лига – 2 (2007, 2010)
- Златен крак – 1 (2013)

### Рекорди
- Най-много голове за Кот д'Ивоар – 65